# Kanton Desvres
Kanton Desvres (francouzsky Canton de Desvres) je francouzský kanton v departementu Pas-de-Calais v regionu Hauts-de-France. Tvoří ho 52 obcí. Před reformou kantonů 2014 ho tvořilo 23 obcí.

## Obce kantonu
od roku 2015:
| - Alincthun - Ambleteuse - Audembert - Audinghen - Audresselles - Bazinghen - Bellebrune - Belle-et-Houllefort - Beuvrequen - Bournonville - Brunembert - Carly - Colembert - Courset - Crémarest - Desvres - Doudeauville - Ferques - Halinghen - Henneveux - Hervelinghen - Lacres - Landrethun-le-Nord - Leubringhen - Leulinghen-Bernes - Longfossé | - Longueville - Lottinghen - Maninghen-Henne - Marquise - Menneville - Nabringhen - Offrethun - Quesques - Questrecques - Rety - Rinxent - Saint-Inglevert - Saint-Martin-Choquel - Samer - Selles - Senlecques - Tardinghen - Tingry - Verlincthun - Vieil-Moutier - Wacquinghen - Le Wast - Wierre-au-Bois - Wierre-Effroy - Wirwignes - Wissant |

před rokem 2015:
- Alincthun
- Bainghen
- Bellebrune
- Belle-et-Houllefort
- Bournonville
- Brunembert
- Colembert
- Courset
- Crémarest
- Desvres
- Henneveux
- Longfossé
- Longueville
- Lottinghen
- Menneville
- Nabringhen
- Quesques
- Saint-Martin-Choquel
- Selles
- Senlecques
- Vieil-Moutier
- Le Wast
- Wirwignes